# 花村誠一
花村 誠一（はなむら せいいち、1947年 - ）は、日本の医学者・精神科医。専門は、精神病理学・病跡学。東京福祉大学社会福祉学部教授。

## 来歴
1947年生まれ。1972年東京医科歯科大学医学部卒業。正慶会栗田病院精神科医師、東京医科歯科大学神経精神医学教室助手、自治医科大学精神医学教室講師、マールブルク大学精神医学教室客員研究員などを経て、1993年東京医科歯科大学医学部講師。2001年東京医科歯科大学大学院精神行動医科学分野助教授。2002年東京福祉大学社会福祉学部教授。

## 学会
- 日本精神病理学会元理事
- 日本病跡学会理事
- 日本芸術療法学会元理事

## 著書
- 『分裂病論の現在』弘文堂（共編著）
- L・チオンピ、花村誠一 他『複雑系の科学と現代思想 精神医学』青土社、1998年12月。ISBN 9784791791460。

## 関連人物
- 宮本忠雄